# Józef Andrasz
Józef Andrasz, S.J., (nascido em 16 de outubro de 1891 em Wielopole, morreu em 1 de fevereiro de 1963 em Cracóvia ) - diretor espiritual de Santa Faustina Kowalska, sacerdote polonês católico.
Associado da Editora Apostolstwa Prayer Publishing em 1920-1928 e 1930-1952 (diretor 1936-1937). Por sua iniciativa, desde 1921, a Editora publicou a Biblioteca da Vida Interna (até 1939, 41 volumes). Eles faziam principalmente traduções de excelentes escritores ascéticos. Muitos dos livros desta série foram traduzidos pelo próprio Andrasz.
Ks. Andrasz também foi diretor nacional no Apostolado da Oração e na Obra do Sacrifício das Famílias. Ele também foi o editor-chefe da revista muito popular " Mensageiro do Coração de Jesus ". Ele escreveu muitas brochuras religiosas (incluindo Juntamente com o padre ) e artigos históricos.
Durante a estadia de Santa Faustina Kowalska em Cracóvia foi uma ajuda inestimável para ela. Ele começou no Santuário da Divina Misericórdia em Lagiewniki (1943), devoção à Divina Misericórdia. Sob sua direção, Adolf Hyła pintou a imagem mais famosa da Divina Misericórdia, localizada no Santuário da Divina Misericórdia, em Cracóvia—agiewniki.
A editora WAM publicou recentemente dois itens sobre Józef Andrasz SJ: 1. "Misericórdia Divina. História escrita pelo confessor p. Faustina "(2013). Esta é uma retomada do livro, publicado em 1948 na mesma editora. "Divina Misericórdia, confiamos em Ti." 2) "Consagrar ao coração de Deus" (2014). O livro contém três artigos sobre Andrasz: "Consagrar ao coração de Deus", "Alegações contra a Sagrada Comunhão", "Oração Mística".

Em 2017, a WAM Publishing House publicou um livro do pai Józef Andrasz SJ, de Stanisława Bogdańska. Confessor dos santos ', mostrando a figura do Pe. Andrasz, como confessor e pai espiritual, não é apenas de Santa Faustina, mas também suas outras filhas espirituais. Maria Klemensa (Helena) Staszewska de Jesus Crucificado OSU, mártir da Segunda Guerra Mundial, Serva de Deus Paula Zofia Tajber e Irmã Kaliksta Piekarczyk - uma freira própria e completamente desconhecida: ela queria "queimar" a si mesma e seu legado, incluindo fotos, como um sacrifício por salvar Cracóvia durante a Segunda Guerra Mundial  . Também teve um grande impacto em um estudante de medicina Henry Mosing, mais tarde professor - epidemiologista, padre secreto e lendário da era comunista. Ele é candidato a altares. 